# Wybory uzupełniające do Senatu Rzeczypospolitej Polskiej IV kadencji
Wybory uzupełniające do Senatu RP IV kadencji (1997–2001) odbyły się w dwóch terminach: 25 czerwca 2000 i 28 stycznia 2001 z powodu wygaśnięcia mandatów pięciu senatorów. W jednym przypadku przyczyną była śmierć deputowanego wybranego w wyborach parlamentarnych w 1997, w kolejnym przez orzeczenie o złożeniu niezgodnego z prawdą oświadczenia o pracy lub służby w organach bezpieczeństwa państwa lub współpracy z nimi w latach 1944–1990 osób pełniących funkcje publiczne, w trzech – objęcie stanowisk niepołączalnych z mandatem senatorskim. Dwa mandaty pozostały nieobsadzone i nie uzupełniono ich do końca kadencji z racji zbliżających się wyborów parlamentarnych.

## Lista wyborów uzupełniających do Senatu IV kadencji
| Okręg       | Data             | Były senator           | Były senator            | Wybrany senator          | Wybrany senator          | Frekwencja                                                   | Przyczyna              |
| ----------- | ---------------- | ---------------------- | ----------------------- | ------------------------ | ------------------------ | ------------------------------------------------------------ | ---------------------- |
| katowicki   | 25 czerwca 2000  |                        | August Chełkowski (AWS) |                          | Adam Graczyński (SLD)    | 3,17%                                                        | śmierć                 |
| szczeciński | 25 czerwca 2000  |                        | Marian Jurczyk (KW)     | Zbigniew Zychowicz (SLD) | 6,66%                    | złożenie niezgodnego z prawdą oświadczenia osoby lustrowanej |                        |
| wrocławski  | 25 czerwca 2000  | Bogdan Zdrojewski (KW) | Marian Noga (SLD)       | 5,70%                    | zrzeczenie się mandatu   |                                                              |                        |
| chełmski    | 28 stycznia 2001 |                        | Marian Cichosz (PSL)    |                          | Adam Rychliczek (PSL)    | 10,90%                                                       | zrzeczenie się mandatu |
| wrocławski  | 28 stycznia 2001 |                        | Leon Kieres (KW)        |                          | Bogusław Litwiniec (SLD) | 4,51%                                                        | zrzeczenie się mandatu |

## Przyczyny zarządzania wyborów uzupełniających
Podstawą prawną zarządzenia wyborów uzupełniających do Senatu RP IV kadencji była Ustawa z dnia 10 maja 1991 r. Ordynacja wyborcza do Senatu Rzeczypospolitej Polskiej (Dz.U. z 1994 r. nr 54, poz. 224).
Zgodnie z art. 20 w razie utraty mandatu przez senatora Prezydent RP zarządzał przeprowadzenie wyborów uzupełniających w okręgu, z którego został on wybrany, w ciągu 3 miesięcy od uchwały Senatu RP stwierdzającej wygaśnięcie mandatu senatora. Wyborów uzupełniających nie przeprowadzano w okresie 6 miesięcy przed dniem, w którym upływał termin zarządzenia wyborów do Sejmu. Głosowanie przeprowadza się wyłącznie na terytorium kraju.
Wygaśnięcie mandatu senatora niezwłocznie stwierdzał Senat w formie obwieszczenia w następujących wypadkach:
- utraty prawa wybieralności;
- zrzeczenia się mandatu (w tym przez odmowę złożenia ślubowania);
- śmierci senatora;
- zajmowania w dniu wyborów stanowiska lub funkcji, których, stosownie do przepisów Konstytucji Rzeczypospolitej Polskiej albo ustaw, nie można łączyć z mandatem senatora;
- powołania w toku kadencji na stanowisko lub powierzenia funkcji, których, stosownie do przepisów Konstytucji Rzeczypospolitej Polskiej albo ustaw, nie można łączyć ze sprawowaniem mandatu senatora;
- złożenie niezgodnego z prawdą oświadczenia o pracy lub służby w organach bezpieczeństwa państwa lub współpracy z nimi w latach 1944–1990 osób pełniących funkcje publiczne.

## Wybory uzupełniające 25 czerwca 2000 (okręgi: katowicki, szczeciński, wrocławski)
Wybory uzupełniające do Senatu Rzeczypospolitej Polskiej w okręgach katowickim, szczecińskim i wrocławskim, które odbyły się 25 czerwca 2000, zostały zarządzone rozporządzeniem Prezydenta RP Aleksandra Kwaśniewskiego z 19 kwietnia 2000 z powodu śmierci Augusta Chełkowskiego, orzeczenia o złożeniu niezgodnego z prawdą oświadczenia o pracy lub służby w organach bezpieczeństwa państwa lub współpracy z nimi w latach 1944–1990 osób pełniących funkcje publiczne przez Mariana Jurczyka i decyzji Bogdana Zdrojewskiego o pozostaniu na stanowisku prezydenta Wrocławia. Przeprowadziły je odpowiednio Okręgowe Komisje Wyborcze w: Katowicach, Szczecinie i Wrocławiu.
Mandaty senatorskie uzyskali: Adam Graczyński, Marian Noga i Zbigniew Zychowicz.

### Kalendarz wyborczy
- do 16 maja 2000 — zgłaszanie kandydatów na senatora do okręgowych komisji wyborczych w celu zarejestrowania,
- 23 czerwca 2000 o godz. 24:00 — zakończenie kampanii wyborczej,
- 25 czerwca 2000, godz. 6:00–22:00 — głosowanie[6].

### Okręg katowicki

Okręg katowicki na tle Polski

#### Kandydaci
Swoje kandydatury zarejestrowali:
1. Adam Graczyński (Sojusz Lewicy Demokratycznej),
2. Wacław Marszewski (Akcja Wyborcza Solidarność),
3. Elżbieta Postulka (koalicja KPEiR–KPN-Ojczyzna),
4. Andrzej Roczniok (Unia Polityki Realnej),
5. Jacek Soska (Polskie Stronnictwo Ludowe) – były poseł.

Andrzej Roczniok kandydował w poprzednich wyborach w tym okręgu.

#### Wyniki
| Kandydat                                             | Kandydat          | Komitet wyborczy             | Głosów |
| ---------------------------------------------------- | ----------------- | ---------------------------- | ------ |
|                                                      | Adam Graczyński   | Sojusz Lewicy Demokratycznej | 39 310 |
|                                                      | Wacław Marszewski | Akcja Wyborcza Solidarność   | 36 488 |
|                                                      | Jacek Soska       | Polskie Stronnictwo Ludowe   | 7567   |
|                                                      | Elżbieta Postulka | KPEiR–KPN-Ojczyzna           | 4542   |
|                                                      | Andrzej Roczniok  | Unia Polityki Realnej        | 3558   |
| Frekwencja: 3,17% Źródło: Państwowa Komisja Wyborcza |                   |                              |        |

### Okręg szczeciński

Okręg szczeciński na tle Polski

#### Kandydaci
Swoje kandydatury zarejestrowali:
1. Zenon Iwaszkiewicz (Obywatelski KW Zenona Iwaszkiewicza),
2. Maciej Kopeć (KW Ojczyzna),
3. Stefan Oleszczuk (Unia Polityki Realnej) – były burmistrz Kamienia Pomorskiego,
4. Marek Tałasiewicz (KWW Szczecińska Konwencja Wyborcza) – radny sejmiku zachodniopomorskiego,
5. Zbigniew Zychowicz (Sojusz Lewicy Demokratycznej) – były marszałek województwa zachodniopomorskiego.

#### Wyniki
| Kandydat                                             | Kandydat           | Komitet wyborczy                   | Głosów |
| ---------------------------------------------------- | ------------------ | ---------------------------------- | ------ |
|                                                      | Zbigniew Zychowicz | Sojusz Lewicy Demokratycznej       | 26 034 |
|                                                      | Marek Tałasiewicz  | KWW Szczecińska Konwencja Wyborcza | 16 887 |
|                                                      | Stefan Oleszczuk   | Unia Polityki Realnej              | 2099   |
|                                                      | Maciej Kopeć       | KWW Ojczyzna                       | 2057   |
|                                                      | Zenon Iwaszkiewicz | KWW Zenona Iwaszkiewicza           | 1195   |
| Frekwencja: 6,66% Źródło: Państwowa Komisja Wyborcza |                    |                                    |        |

### Okręg wrocławski

Okręg wrocławski na tle Polski

Okręg wrocławski na tle Polski

#### Kandydaci
Swoje kandydatury zarejestrowali:
1. Emil Antoniszyn (Krajowa Partia Emerytów i Rencistów),
2. Henryk Czekierda (Polskie Stronnictwo Ludowe),
3. Stanisław Helski (KWW Stanisława Helskiego),
4. Adolf Juzwenko (KWW Adolfa Juzwenki),
5. Czesław Kosik (Samoobrona Rzeczpospolitej Polskiej),
6. Marian Noga (Sojusz Lewicy Demokratycznej),
7. Antoni Stryjewski (KWW Przyjaciele Rodziny Polskiej).

#### Wyniki
| Kandydat                                             | Kandydat          | Komitet wyborczy                    | Głosów |
| ---------------------------------------------------- | ----------------- | ----------------------------------- | ------ |
|                                                      | Marian Noga       | Sojusz Lewicy Demokratycznej        | 18 122 |
|                                                      | Adolf Juzwenko    | KWW Adolfa Juzwenki                 | 15 060 |
|                                                      | Antoni Stryjewski | KWW Przyjaciele Rodziny Polskiej    | 9902   |
|                                                      | Henryk Czekierda  | Polskie Stronnictwo Ludowe          | 2702   |
|                                                      | Emil Antoniszyn   | Krajowa Partia Emerytów i Rencistów | 1276   |
|                                                      | Czesław Kosik     | Samoobrona Rzeczpospolitej Polskiej | 1049   |
|                                                      | Stanisław Helski  | KWW Stanisława Helskiego            | 691    |
| Frekwencja: 5,70% Źródło: Państwowa Komisja Wyborcza |                   |                                     |        |

## Wybory uzupełniające 28 stycznia 2001 (okręgi: chełmski i wrocławski)
Wybory uzupełniające do Senatu Rzeczypospolitej Polskiej w okręgach chełmskim i wrocławskim, które odbyły się 28 stycznia 2001, zostały zarządzone rozporządzeniem prezydenta RP Aleksandra Kwaśniewskiego z 16 listopada 2000 z powodu wyboru na prezesa IPN Leona Kieresa i objęcia kierowniczego stanowiska NIK przez Mariana Cichosza. Przeprowadziły je odpowiednio Okręgowe Komisje Wyborcze w: Chełmie i Wrocławiu.
Mandaty senatorskie uzyskali: Bogusław Litwiniec i Adam Rychliczek.

### Kalendarz wyborczy
- do 19 grudnia 2000 — zgłaszanie kandydatów na senatora do okręgowych komisji wyborczych w celu zarejestrowania,
- 27 stycznia 2001 o godz. 24:00 — zakończenie kampanii wyborczej,
- 28 stycznia 2001, godz. 6:00–22:00 — głosowanie[7].

### Okręg chełmski

Okręg chełmski na tle Polski

#### Kandydaci
Swoje kandydatury zarejestrowali:
1. Wiesław Kociuba (KWW Wiesława Kociuby),
2. Henryk Lewczuk (Ruch Odbudowy Polski) – radny sejmiku lubelskiego,
3. Ryszarda Mardoń (Sojusz Lewicy Demokratycznej),
4. Adam Rychliczek (Polskie Stronnictwo Ludowe) – były poseł.

Henryk Lewczuk kandydował w poprzednich wyborach w tym okręgu.

#### Wyniki
| Kandydat                                              | Kandydat        | Komitet wyborczy             | Głosów |
| ----------------------------------------------------- | --------------- | ---------------------------- | ------ |
|                                                       | Adam Rychliczek | Polskie Stronnictwo Ludowe   | 8229   |
|                                                       | Ryszarda Mardoń | Sojusz Lewicy Demokratycznej | 6765   |
|                                                       | Wiesław Kociuba | KWW Wiesława Kociuby         | 3372   |
|                                                       | Henryk Lewczuk  | Ruch Odbudowy Polski         | 1880   |
| Frekwencja: 10,90% Źródło: Państwowa Komisja Wyborcza |                 |                              |        |

### Okręg wrocławski

#### Kandydaci
Swoje kandydatury zarejestrowali:
1. Leopold Gomułkiewicz (KWW Koalicja dla Polski),
2. Bogusław Litwiniec (Sojusz Lewicy Demokratycznej) – radny miasta Wrocławia,
3. Marek Muszyński (Akcja Wyborcza Solidarność) – były poseł.

#### Wyniki
| Kandydat                                             | Kandydat             | Komitet wyborczy             | Głosów |
| ---------------------------------------------------- | -------------------- | ---------------------------- | ------ |
|                                                      | Bogusław Litwiniec   | Sojusz Lewicy Demokratycznej | 18 015 |
|                                                      | Marek Muszyński      | Akcja Wyborcza Solidarność   | 17 737 |
|                                                      | Leopold Gomułkiewicz | KWW Koalicja dla Polski      | 3057   |
| Frekwencja: 4,51% Źródło: Państwowa Komisja Wyborcza |                      |                              |        |